# Ивановка (Волчанский район)
Ивановка (укр. Іванівка) — село в Волчанском районе Харьковской области Украины. Население по переписи 2001 г. составляло 522 (230/292 м/ж) человека. Административный центр Ивановского сельсовета, в который, кроме того, входят сёла Благодатное, Василевка и Захаровка.

## Географическое положение
Село Ивановка находится на левом берегу реки Плотва, выше по течению примыкает к селу Захаровка, ниже — село Василевка. Село пересекает небольшой ручей на котором сделана запруда.

## История
Основано в 1650 году.

## Известные уроженцы
- Куропатенко, Дмитрий Семёнович (1902—1977) — советский военачальник, генерал-майор.
- Мулик, Алексей Тимофеевич (1905—1963) — советский архитектор.

## Экономика
- В селе есть молочно-товарная ферма (не работает), машинно-тракторные мастерские.

## Объекты социальной сферы
- Школа.

## Достопримечательности
- Братская могила советских воинов. Похоронено 153 воинов.
- Энтомологический заказник местного значения «Василевский». Площадь 5,5 га. Заказник находится на южном склоне балки в урочище «Василевское» с целинной степной растительностью. Создан для охраны полезных насекомых опылителей люцерны. В составе энтомофауны многочисленные виды, которые занесены в Красную книгу Украины: дыбка степная, рофитоидес серый, мегахила округлая, шмель глинистый, шмель армянский, шмель мохнатый[1].